# Beuvon de Voghera
Saint Beuvon ou Saint Bobon de Voghera en français (en latin et en anglais Saint Bobo, en italien san Bovo di Voghera) est un chevalier provençal, qui serait né vers 940 au château de Noyers, et mort le 22 mai 986 à Voghera, près de Pavie en Italie. Il est le saint patron de cette ville. Fête le 22 mai.

## Notoriété
Il est réputé avoir combattu victorieusement les Sarrasins aux côtés de Guillaume Ier de Provence. Il les a délogés de la montagne de la Pierre impie, entre Ribiers et Noyers puis qu'il a combattus au Fraxinet lors de la Bataille de Tourtour.
Selon Michel de La Torre, le nom actuel de Bevons à proximité immédiate de Noyers, est dû à Beuvon.